# Ghiselin Danckerts
Ghiselin Danckerts auch: Ghiselinus Danckerts, Dankers oder Dankerts; (* um 1510 in Tholen, Zeeland; † um 1567 in Rom?) war ein niederländischer Sänger, Komponist und Musiktheoretiker.

## Leben
Bereits um 1535, nachweislich ab 1537 stand Danckerts in Diensten des musikliebenden Großmeister des Hospitals von S.Lazaro Pier Luigi Carafa († um 1547) in Neapel, der auch als „granmaestro Carafa“ bezeichnet wurde. Er war Priester und kam ursprünglich aus der Diözese Lüttich. Am 27. März 1538 wurde er als Kantor der Sixtinischen Kapelle aufgenommen. Bartholomaeus Crottus, der bis 1523 Leiter der päpstlichen Kapelle und der Direktor dieser Einrichtung war, leitete persönlich die Aufnahmezeremonie. Dafür versammelten sich alle Kantoren in der kleinen Kapelle und der Magister legte dem neuen Kantor das übliche Chorhemd an und dieser leistete anschließend den Treueeid.

“1538, 21 martii. – Dominus Ghisellinus Dankers, clericus Leodiensis diœcesis, Sanctissimo in Christo Pâtre, Domino Paulo tertio, fuit in cantorem receptus ; et recepit D. Bartholomeus Crottus, magister capelle, in capellâ parvâ, presentibus ceteris cantóribus, induit eum cottà, et, ut moris est, prestitit juramentum”

„1538, 21. März. – Herr Ghisellinus Dankers, Geistlicher der Dioecesis Leodiensis wurde vom Heiligen Vater in Christus, unserem Herrn Paul dem Dritten als Kantor aufgenommen; und empfing von D. Bartholomeus Crottus, dem Leiter der Kapelle, in der kleinen Kapelle, im Beisein der anderen Kantoren, ein Gewand und leistete, wie es Brauch ist, den Eid“

Am 29. November 1539 erhielt der neue Kantor eine Pfründe im Wert von 18 Dukaten von der Kirche von Werken, einem Dorf in Westflandern, das damals zur Diözese Tournai gehörte.
Danckerts diente dort zur Zeit der Päpste Paul III., Julius III., Marcellus II., Paul IV. und Pius IV. ohne Unterbrechung bis 1565 als Sänger. Er wurde mehrfach „abbas“ und „punctator“ des Sängerkollegiums. Die Wahl in diese hohen Ämter zeugt von seinen administrativen Fähigkeiten und dem Vertrauen, das ihm entgegengebracht wurde. Allerdings gab es auch Streitigkeiten mit seinen Kollegen, so geriet er beispielsweise am 27. Februar 1547 mit dem Priester Jean-François Félix in einem heftigen Wortgefecht aneinander, in dem beide an beleidigenden Worten sparten. Dieser Vorfall wurde protokolliert.
Im Jahr 1551 wurde er gemeinsam mit Bartholomeus Escobedo ausgewählt, um im theoretischen Streit zwischen Nicola Vicentino und Vicente Lusitano ein Urteil abzugeben. Das Originalmanuskript kam in die Biblioteca Vallicelliana in Rom.
Er führte im Jahr 1559 als „punctator“ die Bücher der Kapelle, die sehr detailliert über das tägliche Leben der päpstlichen Sänger in diesem Jahr berichten. Am 25. Juli 1563 suchte er aus gesundheitlichen Gründen die Thermen von Tibur (Tivoli) auf und am 31. August 1565 erfolgte sein Ausschluss aus dem Chor durch eine von Pius IV. eingesetzte Kommission aus Kardinälen, die eine Reform der Kapelle durchführen sollten. In der Begründunge wurde angegeben, er „habe bereits lange Zeit gedient, sei ein guter Musiker, hätte jedoch seine Stimme verloren.“ Anschließend sind keine Einträge zu seiner Person mehr verzeichnet.

## Werke (Auswahl)
Von Danckerts sind zwei Motetten, zwei Madrigale sowie drei Kanons erhalten, wobei er in seiner Kompositionstechnik ausschließlich der alten niederländischen Schule folgte und sich allen damaligen „Modernismen“ verweigerte.
- Ave maris stella (Kanon)[5]
- Crucem sanctam subiit (Kanon)
- Missa de Beata Virgine
- Il primo libro de madrigali a quattro, cinque e sei voci